# ليديا سان خوسيه
ليديا سان خوسيه (بالإسبانية: Lidia San José)‏ هي ممثلة تلفزيونية ومسرح إسبانية، ولدت يوم 2 يناير 1983 في مدريد في إسبانيا.

## روابط خارجية
- ليديا سان خوسيه على موقع IMDb (الإنجليزية)
- ليديا سان خوسيه على موقع قاعدة بيانات الفيلم (الإنجليزية)